# Данкаш (Јаши)
Данкаш (рум. Dancaș) насеље је у Румунији у округу Јаши у општини Мирослава. Oпштина се налази на надморској висини од 117 m.

## Становништво
Према подацима из 2002. године у насељу је живело 203 становника, од којих су сви румунске националности.